# NGC 4655
NGC 4655 est une galaxie elliptique située dans la constellation des Chiens de chasse. Sa vitesse par rapport au fond diffus cosmologique est de 7 399 ± 16 km/s, ce qui correspond à une distance de Hubble de 109,1 ± 7,64 Mpc (∼356 millions d'al). NGC 4655 a été découverte par l'astronome germano-britannique William Herschel en 1787.
Selon la base de données Simbad, NGC 4655 est une galaxie LINER, c'est-à-dire une galaxie dont le noyau présente un spectre d'émission caractérisé par de larges raies d'atomes faiblement ionisés.
À ce jour, une mesure non basée sur le décalage vers le rouge (redshift) donne une distance d'environ 90,400 Mpc (∼295 millions d'al). Cette valeur est à l'extérieur des valeurs de la distance de Hubble. Notons cependant que c'est avec la valeur moyenne des mesures indépendantes, lorsqu'elles existent, que la base de données NASA/IPAC calcule le diamètre d'une galaxie et qu'en conséquence le diamètre de NGC 4655 pourrait être d'environ 34,1 kpc (∼111 000 al) si on utilisait la distance de Hubble pour le calculer.